# دریچه سه‌لتی

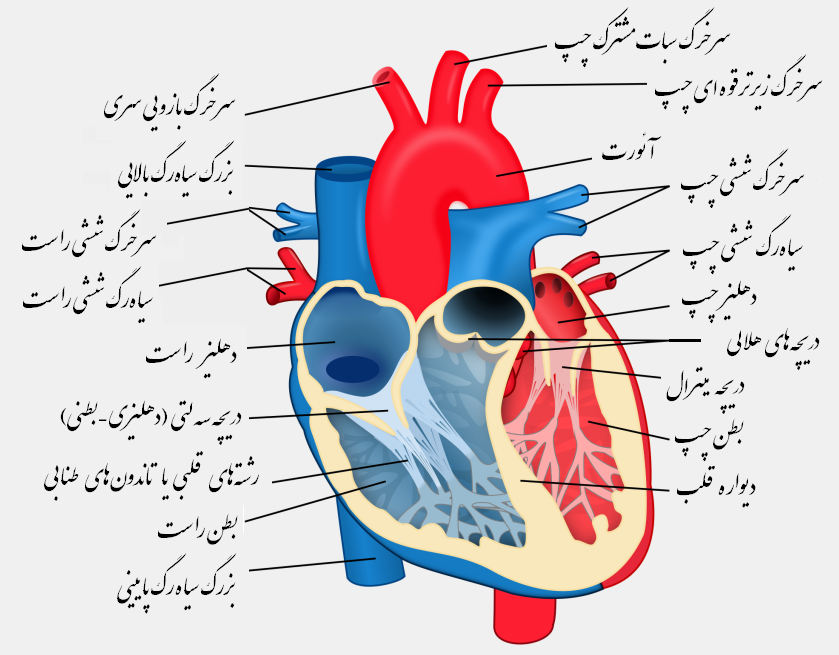
رونگاره و شمای قلب

دریچهٔ سه‌لَختی (به انگلیسی: Tricuspid valve) دریچه‌ای است که بین دهلیز راست و بطن راست قلب قرار گرفته‌است و شامل سه دهانه است. به‌طور طبیعی دهانه‌های این دریچه هنگام دیاستول باز است و خون از دهلیز راست وارد بطن راست می‌شود. طی انقباض بطن راست (سیستول) دریچه سه‌لختی به وسیله تارهای نگه‌دارنده محکم بسته نگه داشته می‌شوند.
وجه نام‌گذاری این دریچه به خاطر داشتن سه لَت (سه بخش) است.
یک دریچه طبیعی باید سه لَت و سه عضلهٔ پاپیلاری داشته باشد. لت‌ها به وسیلهٔ طناب‌های کوردا تمپانی به ماهیچه‌های پاپیلاری متصل هستند. دریچهٔ سه‌لتی  همیشه دارای فقط سه لت نیست و ممکن است در بعضی افراد دو یا چهار لت داشته باشد؛ و این تعداد در طول عمر فرد هم می‌تواند متغیر باشد. از بیماری‌های مهم دریچه سه‌لختی، نارسایی دریچه سه‌لتی و تنگی دریچه سه‌لتی است.
براثر سو مصرف مواد مخدر برخی داروها این دریچه ضعیف می‌شود و عملکرد طبیعی‌اش دچار اختلال می‌شود که به این بیماری رگرسیون یا نارسایی دریچه سه‌لختی گفته می‌شود.
نارسایی دریچه سه‌لختی  در اثر عفونت‌های اندوکارد ممکن است ایجاد شود یا بر اثر تزریق‌های درون‌سیاهرگی مواد مخدر و داروهای دیگر عفونتی ایجاد شود که به قلب راست هم کشیده شود. این عفونت اغلب به وسیله باکتری‌های استافیلوکوکوس اورئوس ایجاد می‌شود.
همچنین رماتیسم قلبی می‌تواند باعث تنگی یا نارسایی دریچهٔ سه‌لتی  شود. و بعضی بیماران با ناهنجاری‌های مادرزادی دریچهٔ سه‌لختی  به دنیا می‌آیند. در برخی سندروم‌های کارسینوئیدی سروتونین تولید شده توسط تومور باعث تولید بافت‌های فیبروزه شده و اختلالات دریچهٔ سه‌لتی  را باعث می‌شود.

## اهمیت بالینی
افرادی که داروها را به صورت داخل وریدی تزریق می کنند در معرض خطر ابتلا به اندوکاردیت هستند، وضعیتی که باکتری ها دریچه های قلب را آلوده می کنند. شایع ترین نوع اندوکاردیت توسط باکتری استافیلوکوکوس اورئوس ایجاد می شود و می تواند سمت راست قلب را درگیر کند. در بیماران بدون سابقه تماس داخل وریدی، اندوکاردیت بیشتر در سمت چپ قلب یافت می شود. سایر شرایطی که می تواند بر دریچه سه لتی تأثیر بگذارد عبارتند از تب روماتیسمی که می تواند باعث تنگی یا نارسایی تریکوسپید، ناهنجاری های مادرزادی و سندرم های کارسینوئید شود. اولین کاشت دریچه سه لتی اندوواسکولار در کلینیک کلیولند انجام شد.

### نارسایی دریچه سه لتی
بر اساس مطالعه قلب فرامینگهام، نارسایی تریکوسپید یک بیماری شایع است که تخمین زده می شود 65 تا 85 درصد از جمعیت را تحت تاثیر قرار دهد. نارسایی خفیف تریکوسپید اغلب خوش خیم است و می تواند یک نوع طبیعی در دستگاه دریچه سه لتی از نظر ساختاری طبیعی در نظر گرفته شود. با این حال، نارسایی متوسط یا شدید تریکوسپید معمولاً با ناهنجاری‌هایی در لت‌های دریچه سه لتی و/یا تورم حلقوی همراه است و می‌تواند منجر به آسیب غیرقابل برگشت به عضله قلب و پیامدهای ضعیف‌تر ناشی از اضافه بار مزمن حجم بطن راست شود.

## نگارخانه

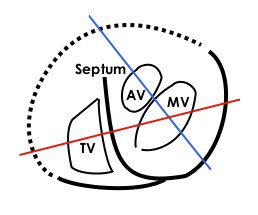